# Mattiastrum asperum
Mattiastrum asperum là loài thực vật có hoa trong họ Mồ hôi. Loài này được (Stocks) Brand mô tả khoa học đầu tiên năm 1915.